# Nadeo
Ubisoft Nadeo is een Franse computerspelontwikkelaar. Het hoofdkantoor staat in Issy-les-Moulineaux, Parijs. Het bedrijf is bekend van de TrackMania en Virtual Skipper series.
Op 5 oktober 2009 werd Nadeo overgenomen door Ubisoft.

## Spellen van Nadeo
2003:
- TrackMania Original
- Virtual Skipper 3

2004:
- Trackmania: Power Up

2005:
- TrackMania Sunrise
- TrackMania Original
- Virtual Skipper 4
- TrackMania Sunrise: eXtreme!

2006:
- TrackMania Nations
- TrackMania United

2007:
- Virtual Skipper 5: 32nd America's Cup: The Game

2008:
- Trackmania United Forever
- Trackmania Nations Forever

2011:
- Trackmania 2 Canyon

2012:
- Shootmania Storm Closed Beta

2013:
- Shootmania Storm
- Trackmania 2 Stadium
- Trackmania 2 Valley

2020:
- TrackMania (2020)